# گودمن (آلاباما)
گودمن (به انگلیسی: Goodman) یک منطقهٔ مسکونی در ایالات متحده آمریکا است که در شهرستان کافی، آلاباما واقع شده‌است. گودمن ۱۰۶٫۹۹ متر بالاتر از سطح دریا واقع شده‌است.